# South Lancaster, Wisconsin
South Lancaster là một thị trấn thuộc quận Grant, tiểu bang Wisconsin, Hoa Kỳ. Năm 2010, dân số của thị trấn này là 832 người.